# Gastrin
Gastrin là một hormone peptide kích thích tiết acid dạ dày (HCl) bởi các tế bào đỉnh của dạ dày và hỗ trợ trong nhu động dạ dày. Hormone này được giải phóng bởi các tế bào G trong hang môn vị của dạ dày, tá tràng và tuyến tụy.
Gastrin liên kết với các thụ thể cholecystokinin B để kích thích giải phóng histamine trong các tế bào enterochromaffin, và hormone này sẽ kích thích các bơm K+/H+ ATPase trên màng của các tế bào đỉnh (do đó làm tăng sự giải phóng H+ vào khoang dạ dày). Sự giải phóng của gastrin được kích thích bởi peptide ở trong dạ dày.

## Sinh lý

### Sinh tổng hợp
Gastrin là một hormone peptide dạng thẳng được sản xuất bởi các tế bào G của tá tràng và trong hang môn vị của dạ dày. Gastrin được tiết vào máu. Gastrin được tìm thấy chủ yếu dưới ba dạng:
- gastrin-34 ("gastrin lớn")
- gastrin-17 ("gastrin bé")
- gastrin-14 ("minigastrin")

Ngoài ra, pentagastrin là một chất tổng hợp nhân tạo, với trình tự năm amino acid giống với trình tự năm amino acid tại đầu tận cùng carboxyl của gastrin. Những con số bên trên đề cập đến số lượng amino acid trong gastrin.

### Chức năng
Sự hiện diện của gastrin kích thích các tế bào đỉnh của dạ dày tiết ra axit clohydric (HCl)/axit dạ dày, nhưng lưu ý tế bào đỉnh không tiết trực tiếp HCl. Chúng tiết H+ vào khoang dạ dày, H+ sẽ kết hợp với Cl- và tạo HCl. Điều này được thực hiện trực tiếp trên tế bào đỉnh và gián tiếp thông qua sự gắn kết với các thụ thể CCK2/gastrin trên tế bào ECL trong dạ dày. Tế bào ECL sau đó phản ứng bằng cách giải phóng histamine, hoạt động theo phương pháp cận tiết trên các tế bào đỉnh và kích thích chúng tiết ra ion H+. Đây là tác nhân kích thích chính để tiết acid bằng các tế bào đỉnh.
Cùng với chức năng nói trên, gastrin đã được chứng minh là có thêm các chức năng:
- Kích thích sự trưởng thành của tế bào đỉnh và phát triển đáy.
- Làm các tế bào chính tiết ra pepsinogen, dạng zymogen (không hoạt động) của enzyme pepsin trong tiêu hóa.
- Tăng khả năng vận động cơ và tăng cường các cơn co thắt dạ dày.
- Tăng cường các cơn co thắt ở hang môn vị, và dãn cơ vòng môn vị, làm tăng lượng dịch dạ dày tiết ra.[2]
- Đóng một vai trò trong sự giãn của van ileocecal.[3]
- Gây ra tiết dịch tụy và dịch mật.[4]
- Gastrin góp phần vào phản xạ của dạ dày.